# Kawaguchi Takuya
Takuya Kawaguchi (sinh ngày 11 tháng 10 năm 1978) là một cầu thủ bóng đá người Nhật Bản.

## Sự nghiệp câu lạc bộ
Takuya Kawaguchi đã từng chơi cho Shonan Bellmare, Tokyo Verdy và Consadole Sapporo.